# Frederick Boylstein
Frederick Boylstein (n. 15 martie 1902 – d. 28 februarie 1972) a fost un boxer ce a reprezentat Statele Unite ale Americii, medaliat olimpic. A participat la o ediție a Jocurilor Olimpice (1924) în care a câștigat o medalie de bronz.

## Participări
Lista de mai jos prezintă principalele competiții la care a participat Frederick Boylstein de-a lungul carierei.
- boxing at the 1924 Summer Olympics – lightweight[*]